# マックス・アルトゥール・ストレメル
マックス・アルトゥール・ストレメル（Max Arthur Stremel、1859年10月31日 - 1928年6月26日）は、ドイツの画家、イラストレーターである。ドイツにおいて「点描」の技法を用いた代表的な画家である。

## 略歴
現在のザクセン州、ゲルリッツのツィッタウで生まれた。ツィッタウの高校を出た後、ドレスデンで士官候補生になるが、美術の道に転じ、1877年にミュンヘン美術院に入学した。1879年には美術学校を中退し、友人になったフリッツ・フォン・ウーデ(1848-1911)のいるパリに移って修行した。パリではハンガリー出身の写実主義の画家、ムンカーチ・ミハーイ(1844-1900)の弟子になった。1887年までパリに滞在した後、1887年から1889年の間はミュンヘンで活動し、ダッハウや南チロルのアッピアーノに滞在した後、1896年から1899年はドレスデンで活動した。その後、コートダジュールのイエールやヴェネツィアに滞在し、1907年から1918年の間は再びミュンヘンで活動した。その後、バーデン＝ヴュルテンベルク州のウルムに住むようになり、ウルムで没した。
1890年からミュンヘンなどの展覧会に出展し、初期の絵画のスタイルはフリッツ・フォン・ウーデの影響を受けた印象派のスタイルであったが、1896年頃から「点描」のスタイルで描くようになった。1880年代になって新印象派のスタイルを模索したカミーユ・ピサロから影響を受けたとされ、友人のパウル・バウム(1859-1932)とともにドイツにおける新印象派を代表する画家になった。
ミュンヘン分離派のメンバーになり、ドイツ芸術家協会(Deutscher Künstlerbund)のメンバーになった。1904年からミュンヘン分離派の展覧会に出展し、1907年からベルリン分離派の展覧会に出展し、ベルリン分離派が分裂し、「自由分離派（Freie Secession）」などが結成された後もベルリン分離派に留まった。

## 作品

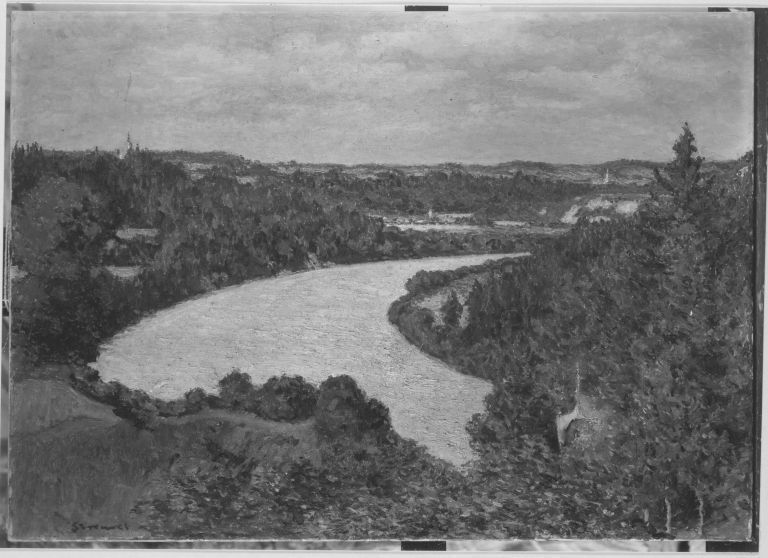
風景画　(1909)、 ノイエ・ピナコテーク蔵
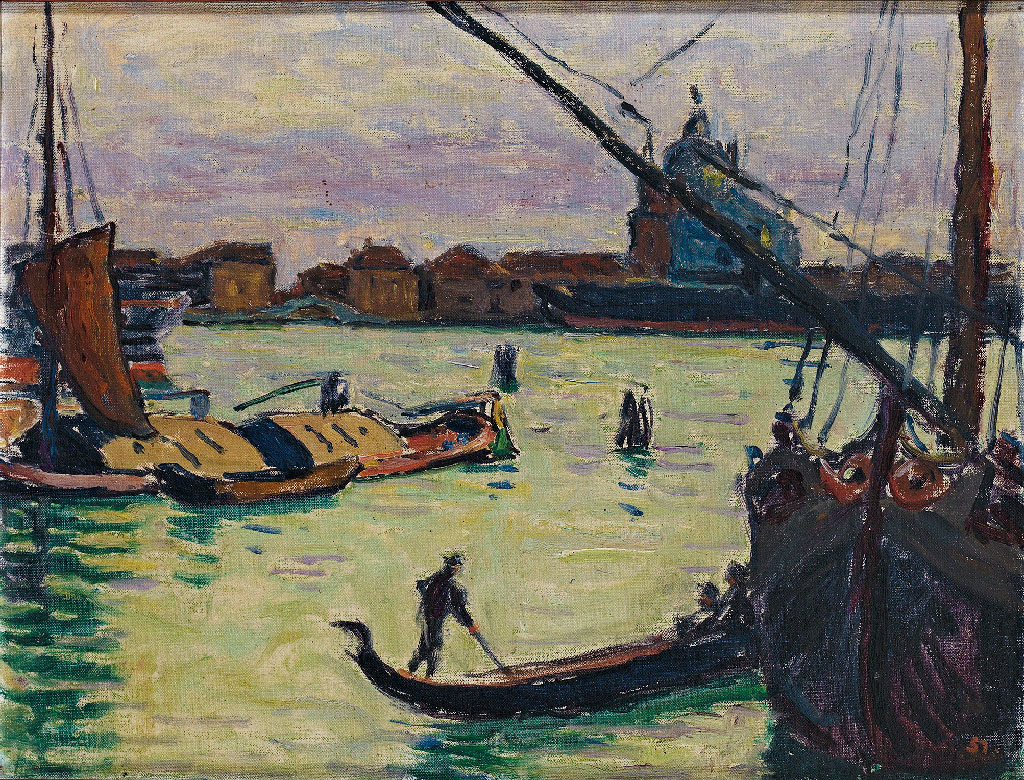
「ヴェネツィアのジュデッカの運河の眺め」(1914)
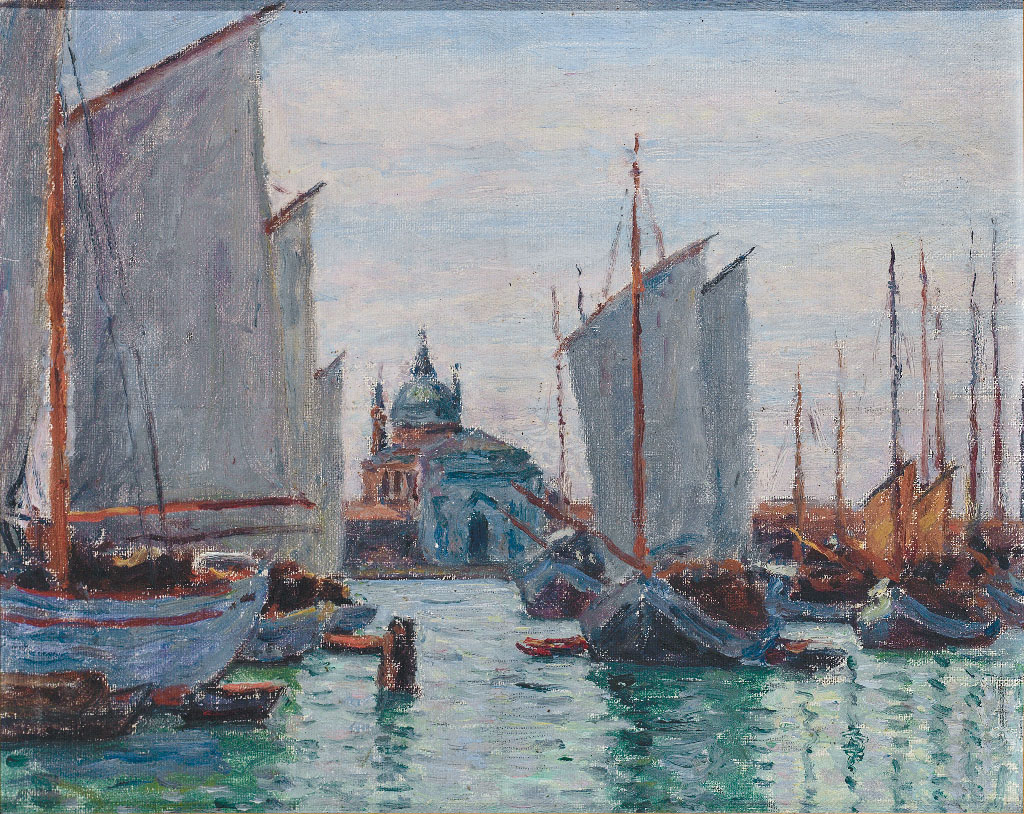
「ヴェネツィアの帆船」
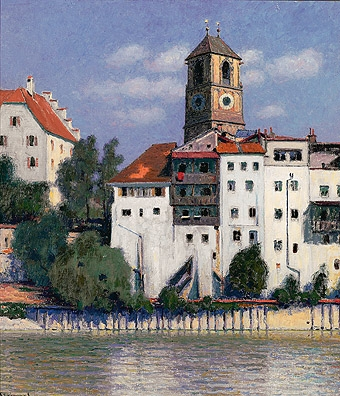
ヴァッセルブルク(バイエルン)